# Azucarera de Pravia
La Azucarera de Pravia es una antigua fábrica azucarera situada en el municipio asturiano de Pravia (España). Se trata de un elemento de patrimonio industrial relacionado con la llegada de la industria azucarera a Asturias tras la pérdida de las colonias en 1898.

## Historia
Los sectores fundamentales en la industrialización de Asturias fueron el siderúrgico y el minero, pero desde comienzos del siglo XX destacaron iniciativas en otros sectores como el de las industrias agroalimentarias (lácteas, conserveras, de chocolates, cervezas, harineras y también las azucareras). Entre los años 1893 y 1957, se instalan varias azucareras en Asturias que proporcionaba las condiciones adecuadas para el desarrollo de esta industria en España, algo necesario debido al elevado arancel azucarero causado por la guerra colonial. Otros ejemplos son las de Lieres, Villaviciosa. Villalegre y Veriña. 
La azucarera de Pravia se levantó el 7 de noviembre de 1899 gracias a Luis Longoria, presidente del consejo de administración de la sociedad Azucarera de Pravia. La fábrica original se localizaba en un área de uso industrial anexa a la vía ferroviaria, cercana al puente de Agones y la carretera de Cudillero. Se calculaba que en ella se podrían moler 350 toneladas diarias de remolacha y que su costó correspondería a más de un millón y medio de pesetas.
Las instalaciones estaban equipadas de moderna maquinaria de fabricación alemana, de Brannschweig. Las obras del gran edificio eran llevadas a cabo por 250 operarios. Contaba con una gran zona de cultivo desde la desembocadura del Nalón hasta Peñaflor y desde Forcinas a San Martín de Miranda. Los terrenos de la azucarera ocupaban aproximadamente  entre la carretera de Cudillero, el río Aranguín y el puente de Agones.  
Tenían pensado finalizar las obras y realizar su apertura el 15 de octubre, pero no se inauguró hasta 1901. Nació con la esperanza de un rápido crecimiento y desarrollo, basado en el abastecimiento de la materia prima, remolacha azucarera, por parte de los agricultores de los concejos limítrofes (Candamo, Grado, Belmonte y Salas) pero dos años más tarde en 1903 cerró al no poder superar la fuerte competencia, el reducido tamaño de su mercado y sus elevados costes de producción. Además la remolacha que se cultivaba en la zona tenía un bajo contenido sacárido. Albergó alguna otra actividad industrial, también sin éxito.

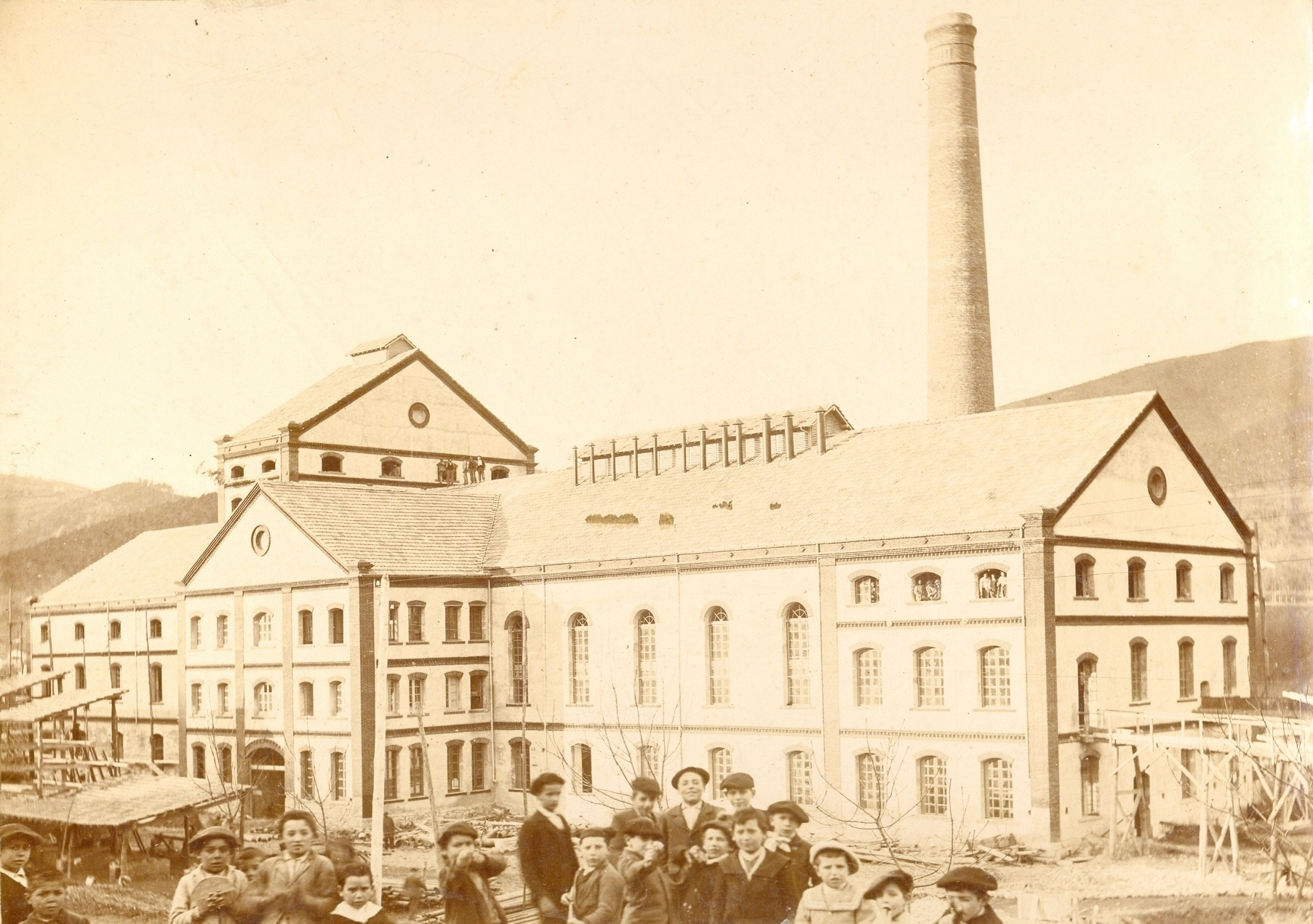
Imagen antigua de la azucarera

El edificio de fabricación del azúcar principal, medía  y estaba dividido en tres partes. El cuerpo saliente de la fachada principal es destinado a oficinas. La torre medía unos cinco metros y la chimenea 45. Los almacenes para azúcar y melazas eran también muy espaciosos. Desde un punto de vista arquitectónico y estilístico, la Azucarera, es uno de los pocos ejemplos conservados en Asturias de fábrica concentrada casi por completo en un sola nave de varias plantas. 

### Uso actual
La azucarera estuvo abandonada durante varias décadas. La chimenea se vino abajo en años reciente debido a la caída de un rayo. Ante esta situación el ayuntamiento de Pravia promovió la recuperación de la antigua fábrica. Tras diferentes avatares y aplazamientos, fue finalmente restaurada entre Principado y Ayuntamiento, recuperando parte de su aspecto original. Se pconsideró construir viviendas y diferentes servicios municipales y cultural, pero aún no se ha dotado de uso alguno.